# (236984) Astier
Pour les articles homonymes, voir Astier.
(236984) Astier est un astéroïde de la ceinture principale.

## Description
(236984) Astier est un astéroïde de la ceinture principale. Il fut découvert le 4 août 2008 à Eygalayes par Patrick Sogorb. Il présente une orbite caractérisée par un demi-grand axe de 2,20 UA, une excentricité de 0,13 et une inclinaison de 3,8° par rapport à l'écliptique.
Il est nommé en l'honneur d'Alexandre Astier.

## Compléments